# Theatre Royal (Dublin)

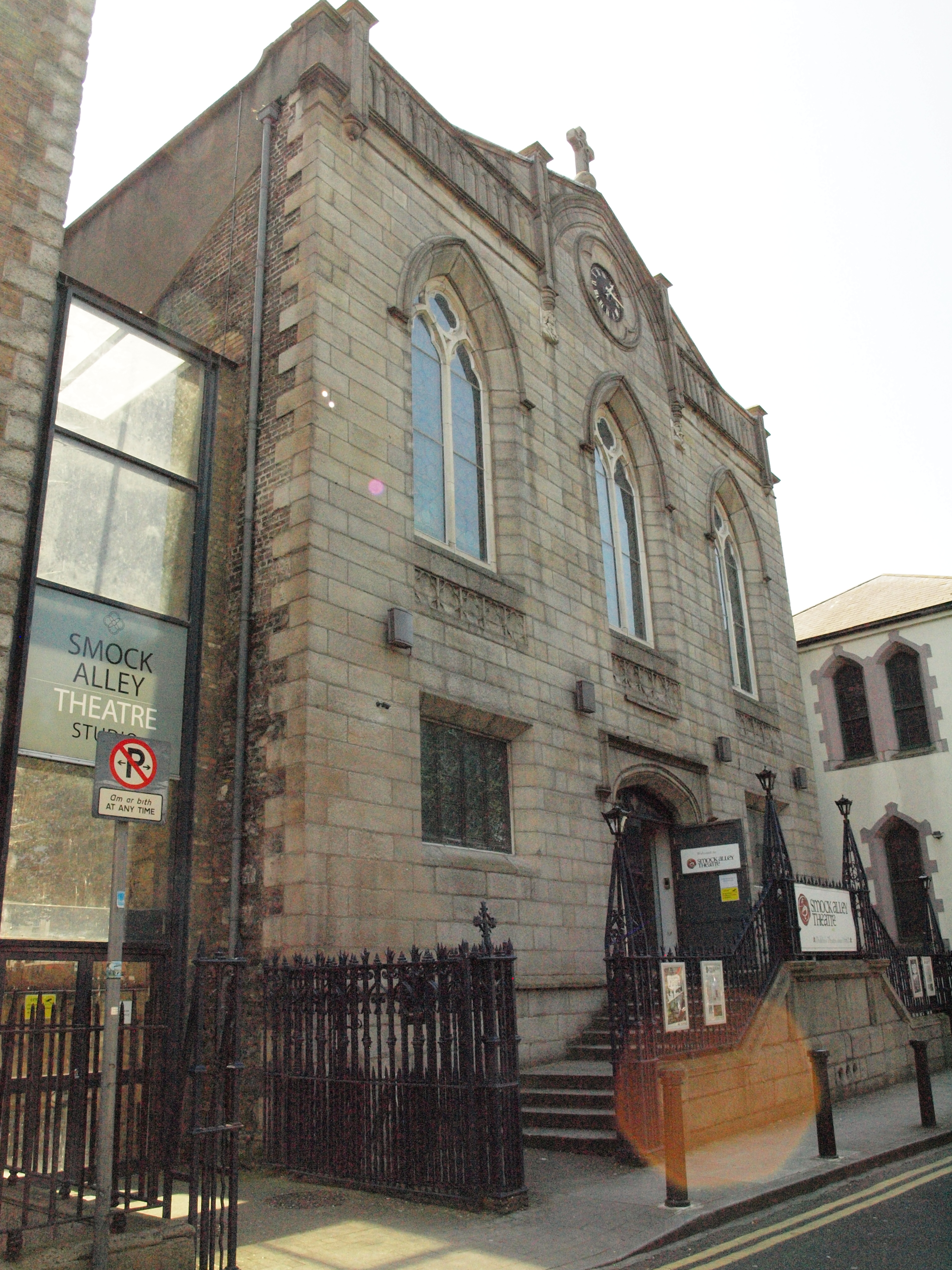
The Smock Alley theatre, Dublin, an der Stelle des ersten Theatre Royal

Über die Jahrhunderte gab es fünf Theater mit dem Namen Theatre Royal in Dublin. In der Theatergeschichte Großbritanniens und Irlands bezeichnete der Name „Theatre Royal“ oder „Royal Theatre“ dereinst Theater, welche ein royales Patent erhielten, mit dem es ihnen als einzige Theater im Land gesetzlich erlaubt war, ernste Dramen aufzuführen.

## Das erste Theatre Royal
Das erste Theatre Royal in Dublin wurde von 1662 von John Ogilby in der Smock Alley eröffnet. Ogilby war von 1638 an als Master of the Revels für die Vergabe von Lizenzen für Maskenspiele und Theateraufführungen in Irland zuständig. Er besaß zuvor das New Theatre in der Werburgh Street. Dieses eröffnete 1637, wurde aber von den Puritanern 1641 wieder geschlossen. Die Restauration der Monarchie in Irland im Jahr 1661 ermöglichte Ogilby, seine Stellung als Master of the Revels wiederzuerlangen und dann sein neues Theater zu eröffnen.
Dieses Haus war vollständig unter der Kontrolle der Administration des Dublin Castle und ließ nur Stücke zu, welche das Haus Stuart in gutem Licht erscheinen ließen oder die zu den Klassikern von William Shakespeare gehörten.
Im 18. Jahrhundert wurde das Theater eine Zeitlang von dem Schauspieler und Manager Thomas Sheridan geführt, dem Vater des Dramatikers und Politikers Richard Brinsley Sheridan. Thomas Sheridan führte Stars der Londoner Bühnen nach Dublin, darunter David Garrick und die (aus Dublin stammende) Peg Woffington. Charlotte Melmoth, welche später die „Grande Dame der Tragödie auf amerikanischer Bühne“ wurde, begann ihre Schauspielkarriere in der Smock Alley.
Das Theater wurde 1735 zwecks Erneuerung abgetragen und wieder errichtet aber dann 1787 endgültig geschlossen. Das Gebäude diente dann fast 25 Jahre lang als Lagerhaus.
1811 wurde ein großer Teil der aus dem 18. Jahrhundert stammenden Struktur abgerissen, und das, was übrig blieb, wurde in der neuen Kirche St. Michael and St. Johns, welche bis 1989 das bekannteste innerstädtische, katholische Kirchengebäude war, verbaut. 2012, nach sechs Jahren des Umbaus, wurde diese Kirche aus dem 19. Jahrhundert zu einem Theater umgewidmet. Dieses neue Theaterhaus ist das Zuhause der Gaiety School of Acting, der nationalen Schauspielschule Irlands. Der Kreis schließt sich.

## Das zweite Theatre Royal
Das sogenannte Crow Street Theatre wurde 1758 von dem irischen Schauspieler Spranger Barry (1719–1777) eröffnet. Das Paar Mary Bulkley und James William Dodd spielten 1774 hier. 1782 wurde der Schauspieler Richard Daly der neue Eigentümer, und nachdem er 1786 das Royal Patent von der Krone erhalten hatte renovierte er das Theater für 12.000 Pfund und eröffnete es 1788 unter dem neuen Namen Theatre Royal. Eine Zeitlang lief es recht erfolgreich, aber die Eröffnung eines Konkurrenztheaters namens Astley’s Amphitheatre drückte auf die Zuschauerzahlen.
Frederick Edward Jones mietete das Theater von Daly und investierte 1200 Pfund zur Renovierung des Hauses. Die Dekoration wurde von den Innenarchitekten Marinari und Zaffarini gestaltet. 1796 wurde das Haus wieder eröffnet, schloss aber kurz darauf wieder, als anlässlich der Irischen Rebellion von 1798 der Ausnahmezustand ausgerufen wurde. Jones erhielt 1798 ein neues Royal Patent und investierte weitere 5000 Pfund in das Theater. Aber aufgrund des politischen Klimas musste es 1803 wieder schließen.
Kurzzeitige Konkurrenz erwuchs, als im Januar 1814, nur wenige Straßen weiter, ein von Amateurschauspielern ein privates Theater eingerichtet wurde.
Das Theatre Royal wurde 1814 aufgrund eines Publikumsprotestes, den sogenannten Dog Riots, zerstört. Der namensgebende Hund war das gelehrige Tier eines Seilmachers, der in der Aufführung des Stückes Der Hund des Aubry regelmäßig „auftrat“ und beim Publikum recht beliebt war. Als er bei der für den 16. Dezember 1814 angesetzten Vorstellung des Stücks nicht auf der Bühne erschien, machte das Gerücht die Runde, der Hund sei nicht angemessen entlohnt worden und versage nun den Dienst. Das Publikum ergriff Partei für das Tier und verlangte von Jones Rechenschaft. Der aber weigerte sich öffentlich zu erklären, daraufhin stieg der Zorn und entlud sich in der Demolierung des Theaters. Die zum Teil gewalttätigen Proteste wurde noch drei weitere Male wiederholt, jedoch ließ sich Jones zu keiner Aussage bewegen. Erst am 26. Dezember gab er bekannt, dass er sich aus allen Geschäften zurückziehen werde und diese an andere Personen übergebe.
Jones führte seine Unbeliebtheit auf sein politisches Engagement zurück; 1807 hatte er die Wahl eines regierungskritischen Parlamentsmitglieds für Dublin unterstützt. Sein Antrag auf Erneuerung des Patents wurde überdies 1818 abgelehnt und dieses stattdessen später Henry Harris, einem Inhaber des Covent Garden Theatre, gewährt.

## Das dritte Theatre Royal
Dieser Henry Harris erwarb 1820 ein Gelände in der Hawkins Street und errichtete dort zu Baukosten von 50.000 Pfund das Albany New Theatre mit 2.000 Sitzplätzen. Der ausführende Architekt war Samuel Beazley. Die Bauarbeiten waren zum Zeitpunkt der Eröffnung noch nicht abgeschlossen, auch blieben später die erhoffte Anzahl an Zuschauern aus, sodass eine Reihe von Logen mit Brettern abgesperrt blieb. Die Eröffnung war im Januar des folgenden Jahres. Im August besuchte George IV. eine Aufführung im Albany und billigte ihm ein Royal Patent zu. Der Name des Hauses wurde zu „Theatre Royal“ geändert. Am 14. Dezember 1822 ereignete sich der sogenannte Bottle Riot, als während einer Aufführung von She Stoops to Conquer, eine Flasche auf den anwesenden Lord Lieutenant of Ireland, Richard Wellesley, 1. Marquess Wellesley, geworfen wurde. Zuvor wurde er von Mitgliedern des Oranier-Orden während der Nationalhymne verspottet, weil sie über seine Versöhnung der Katholiken verärgert waren. Nach dem Flaschenwurf kam es zu einem wilden Gemenge. Jedoch Wellesleys spätere Überreaktion, welche gegen drei Randalierer eine Anklage wegen versuchten Mordes beinhaltete, untergrub seine künftige Glaubwürdigkeit.
1830 zog sich Harris von den Theatergeschäften zurück und John William Calcraft übernahm diese. Eine Reihe berühmter Schauspieler und Sänger betrat in den folgenden Jahren die Bühne, darunter Niccolò Paganini, Jenny Lind, Tyrone Power, Sims Reeves und Barry Sullivan. Ab 1851 geriet das Theater in finanzielle Schwierigkeiten und schloss kurzzeitig seine Türen. Es eröffnete wieder im Dezember unter dem Management von John Harris, der das konkurrierende Queen’s Theatre in der Pearse Street betrieb. Die erste Produktion war The Colleen Bawn, ein Theaterstück von Dion Boucicault. Boucicault und seine Frau, die Schauspielerin Agnes Kelly Robertson, traten hierin selber auf. Das war auch das erste Mal, dass beide in Dublin gemeinsam auf einer Bühne zu sehen waren. Die Premiere seine Stückes Arrah-na-Pogue wurde hier 1864 gegeben. Ebenfalls mit Boucicault als Darsteller, sowie dem Komödianten Samuel Johnson, John Brougham und Samuel Anderson Emery.
Das Theater brannte am 9. Februar 1880 vollständig ab. Der Grund war eine, vom Installateur nicht verschlossene, Gasleitung. Das Anzünden der Bühnenbeleuchtung führte zu einer Verpuffung und der Entzündung der Vorhänge. Durch das Versagen des hauseigenen Löschschlauchs breitete sich das Feuer ungehindert aus. Da das Feuer vor einer geplanten Aufführung stattfand, war noch niemand des Publikums im Saal. Jedoch kam der Geschäftsleiter Henry Egerton bei dem Löschversuch ums Leben.

## Das vierte Theatre Royal
An der Stelle des niedergebrannten Theaters wurde die Leinster Hall errichtet. Diese wurde jedoch nach nur wenigen Jahren wieder abgetragen und mit finanzieller Unterstützung Dubliner Geschäftsleute das vierte Theater Royal errichtet.
Es konnte es dann am 13. Dezember 1897 vom Manager Frederick Mouillot eröffnet werden. Entworfen wurde es vom Theaterarchitekten Frank Matcham und verfügte über eine Ausstattung von 2.011 Sitzplätzen.
Das neue Theater sah sich in Konkurrenz zu dem anderen großen Dubliner Schauspiel, dem Gaiety Theatre, was Mouillot veranlasste, so viele bekannte Stars und Ensembles wie möglich zu engagieren. Zu Anfang war das Theater für seine Opern- und Musikkomödienproduktionen bekannt. Am 28. April 1904 besuchte Eduard VII. eine staatliche Aufführung am Theater.
Mouillot starb 1911 und einer seiner Partner, David Tellford, übernahm die Geschäfte. Als Musikkomödien zu Beginn des 20. Jahrhunderts nicht mehr so stark nachgefragt wurden, begann das Theatre Royal regelmäßig Music-Hall-Veranstaltungen aufzuführen. Hierfür wurde das Haus auch in „Theatre Royal Hippodrome“ umbenannt. In einer dieser Shows trat 1906 der damals 10-jährige Charlie Chaplin in einer Truppe namens The Eight Lancashire Lads auf, eine Gruppe von Irish Dancern mit Holzschuhen (im sogenannten Clog Dancing). In seinen letzten Jahren wurde das Theater als Kino genutzt. Es schloss am 3. März 1934 und wurde kurze Zeit später niedergerissen.

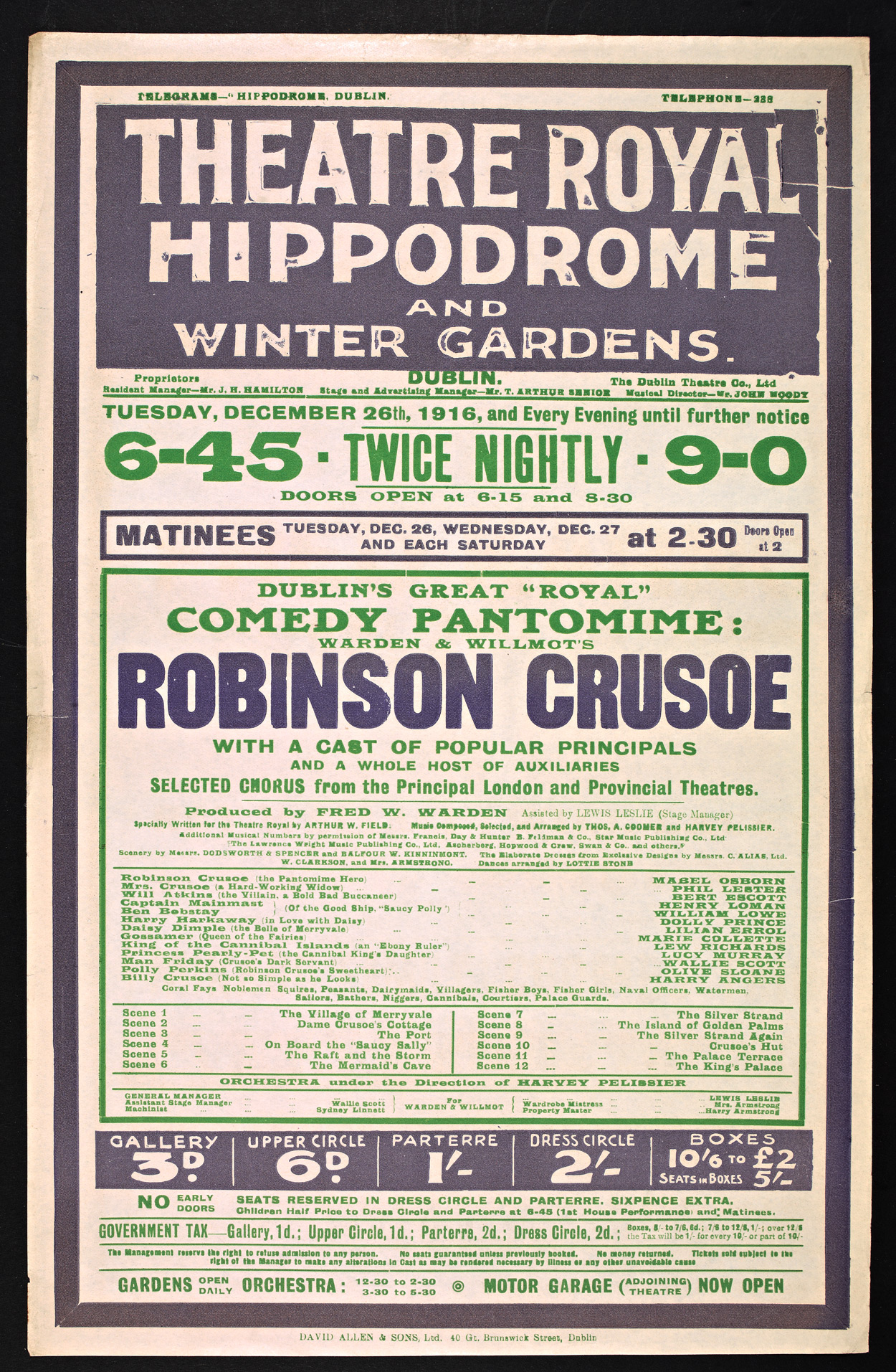
Theaterplakat von 1916

## Das fünfte Theatre Royal

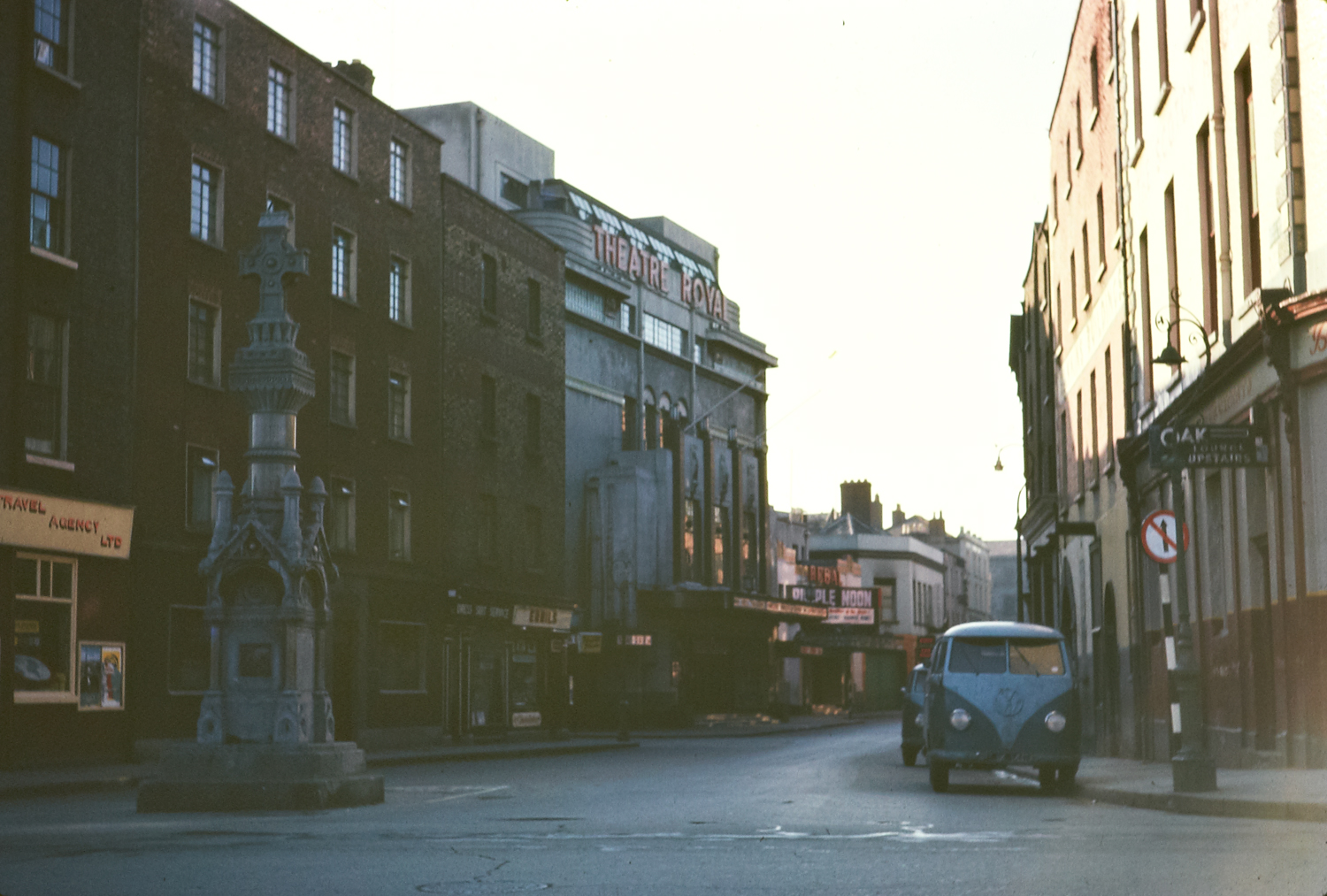
Bild des Theaters aus den 1960ern

Das fünfte Theatre Royal öffnete am 23. September 1935 am selben Platz in der Hawkins Street. Es war ein recht großes Art-déco-Gebäude mit einer Gesamtzuschauerzahl von 4.000, davon 300 Stehplätze, und sollte gleichermaßen als Theater und Kino dienen. Als Architekt wurde Leslie Norton ausgewählt. Es beinhaltete das Regal Rooms Restaurant (1938 integriert im Regal Rooms Cinema). Das Theater verfügte über ein festes 25-Mann-Orchester unter Jimmy Campbell und einer Truppe singender Tänzer, den Royalettes. Von Beginn an erschwerte die gigantische Größe des Theaters die wirtschaftliche Nutzung. Ein Konzept, dem zu begegnen und das Haus zu füllen, war es, große Namen aus Übersee zu engagieren. Darunter Gracie Fields, George Formby, Max Wall, Max Miller und Jimmy Durante. Aber auch dieses Konzept trug kaum Früchte.
1936 wurde das Royal übernommen von Patrick Wall und dem Impresario Louis Elliman, welche bereits das Gaiety besaßen. Mit Ausbruch des Zweiten Weltkriegs konnten Wall und Elliman das Theater nur mit lokalen Kräften betreiben. Das führte zu einer Reihe rein irischer Stücke, welche die Grundlage des Spielprogramms des Royal bis zum Ende seiner Tage bildete. Diese lokalen Schauspieler waren u. a. Jimmy O’Dea, Harry O’Donovan, Maureen Potter, Danny Cummins, Mike Nolan, Alice Dalgarno, Noel Purcell, Micheál Mac Liammóir, Cecil Sheridan, Jack Cruise, Paddy Crosbie und Patricia Cahill. Im Juli 1951 erschien Judy Garland im Theatre Royal und gab eine Reihe ausverkaufter Vorstellungen, welche stets tosenden Beifall erhielten. Die legendäre Sängerin sang aus dem Fenster ihres Umkleideraums zu Hunderten von Leuten, welche noch draußen standen, weil sie keine Eintrittskarten mehr bekommen konnten, und die Kritik adelte sie zu „America’s Colleen“ (etwa „Amerikas irisches Mädchen“).
Sie zog die größte, bis dahin nie dagewesene, Menge Menschen an. Dies wurde nur noch von den Besuchen des US-Präsident John F. Kennedy im Jahr 1963 und Papst Johannes Paul II. im Jahr 1979 übertroffen.
Unter dem Druck ausufernder Unterhaltungskosten sowie der zunehmenden Popularität des Fernsehens schloss das fünfte Theatre Royal in Dublin am 30. Juni 1962 seine Türen. Das Gebäude wurde anschließend abgerissen und durch ein zwölfstöckiges Bürogebäude ersetzt, dem Hawkins House, Sitz des irischen Gesundheitsministeriums.
1972 eröffnete das New Metropole an der Ecke Hawkins Street und Townsend Street. Es stand an der Stelle des Theaterrestaurants Regal Rooms. Später umbenannt als Screen Cinema lief es von 1984 bis 2016. Das Gebäude wurde im Februar 2019 abgerissen.